# Lucenay-l’Évêque
Lucenay-l’Évêque ist eine französische Gemeinde mit 327 Einwohnern (Stand 1. Januar 2022) im Département Saône-et-Loire in der Region Bourgogne-Franche-Comté.

## Geografie
Die Stadt liegt im Morvan-Massiv, am Ufer des Ternin, einem Nebenfluss des Arroux.

## Sehenswürdigkeiten
- Château de Visigneux